# Galium munzii
Galium munzii là một loài thực vật có hoa trong họ Thiến thảo. Loài này được Hilend & J.T.Howell mô tả khoa học đầu tiên năm 1934.